# Royal Racing Club de Bruxelles
El Racing Club Brussels fue un club de fútbol belga de Bruselas. El equipo estaba afiliado a la Real Asociación Belga con la matrícula 6. Racing Club de Bruxelles fue uno de los clubes más importantes de Bruselas en los primeros años de la liga belga y ganó varios títulos de liga. El club se deterioró gradualmente hasta que se fusionó con White Star Woluwé AC para formar Royal Racing White (y más tarde RWDM ) en 1963, conservando el número de matrícula 47 de White Star. Para evitar la eliminación del número de base 6, el club cambió el número de base con K. Sport Sint-Genesius-Rode, este club es así en el papel el sucesor del Racing Club, aunque es un club diferente. El antiguo club todavía vive en el club de hockey Royal Racing Club de Bruxelles.

## Historia
Racing Club fue fundado como un club de atletismo en 1891 en Koekelberg. En 1894 comenzó con un departamento de fútbol, Racing Foot-Ball Club. El club jugaba con los colores blanco y negro y se le asignó el número de matrícula 6 unas décadas más tarde cuando se introdujeron las mismas. En 1895 el club se incorporó a la UBSSA (antecesor del KBVB) como Racing Club de Bruxelles. Inicialmente el club jugaba donde ahora se encuentra la Basílica de Koekelberg, pero pronto se trasladó a la pista de ciclismo Longchamps en Uccle y en 1902 al Stade du Vivier d'Oie, también en Uccle, donde jugaría hasta 1948.
El club fue uno de los grandes en los comienzos del fútbol de competición en Bélgica. En la temporada 1896/97, el Racing CB consiguió su primer título de liga. El club tuvo su mejor época desde 1900 hasta 1903, cuando se convirtió en campeón de liga en cuatro ocasiones seguidas. En 1908 Racing Club ganó su último título, también ganó la primera Copa de Bélgica para clubes en 1912, pero después de la Primera Guerra Mundial ya no volvería a ser favorito.
En 1921 el club recibió el título 'real' y se convirtió en Royal Racing Club de Bruxelles. Siguió una primera temporada en Segunda División en 1925. En la década de los años 30, Racing Club continuó subiendo y bajando entre Primera y Segunda División e incluso terminó en Tercera División durante una temporada, luego ascendió. Después de la Segunda Guerra Mundial, pudo mantenerse continuadamente en la división más alta durante varios años.
El Stade du Vivier d'Oie estaba demasiado anticuado y el 11 de noviembre de 1948 se inauguró el estadio Drie Linden en Watermael-Boitsfort, un estadio para 40.000 espectadores. El primer partido fue un partido de gala contra el AC Torino, entonces conocido como Il Grande Torino, el equipo que moriría en el accidente aéreo de mayo de 1949 en Superga. Racing Club nunca llegaría a llenar el Drie Lindenstadion, en la década de los 50 el club decayó definitivamente, nuevamente en Tercera División. En 1954, Racing se trasladó al estadio Heysel.
En 1963 Racing Club se fusionaría con el equipo White Star AC. Para evitar la desaparición de nº de matrícula 6, el club cambió el número con K. Sport Sint-Genesius-Rode, afiliado a la asociación de fútbol con el número 1274. Por lo tanto, Racing Club Brussels celebró la fusión con este número y, por lo tanto, fue este número el que se eliminó. Sint-Genesius-Rode con la matrícula número 6 es en el papel el sucesor de Racing Club, aunque es un club diferente.
Posteriormente reaparecería el nombre Racing Club. El 28 de agosto de 1985, Léopold Vandenschrik fundó un nuevo club independiente Racing Club Brussels, con el número de matrícula 9012, que se fusionó con SK Watermaal el 1 de julio de 1989 (número 7759) pero mantuvo el nombre "Racing Club Brussels" y corrió con el libro genealógico número 7759. El 7 de julio de 1991, "Racing Club Brussels" se fusionó con KRC Boitsfort (libro genealógico 556), a su vez se originó a partir de una fusión el 8 de septiembre de 1926 entre "Carloo Football Club Uccle" y "Union Sportive Boitsfortoise", que entonces era miembro de la Liga Belga, un competidor de la RBFA. De esta forma, el antiguo estadio también volvió con un equipo llamado Racing Brussels. Solo el número de stock original no tenía este equipo. En 2004 el nombre pasó a ser RRC de Boitsfort, este equipo juega en la provincial.
El nombre volvió a surgir en 2005, cuando se fundó un nuevo club llamado RRC de Bruxelles 1891 (número de base 9473).

## Línea de tiempo
La siguiente tabla muestra como evolucionó el club para formar el FC Bruselas actual:

## Palmarés
- Primera División de Bélgica:
  - Campeón (6): 1897, 1900, 1901, 1902, 1903, 1908
  - Segundo (4): 1898, 1904, 1905, 1907
- Copa de Bélgica:
  - Campeón (1): 1912
- Segunda División de Bélgica:
  - Campeón (3): 1926, 1932, 1942

## Temporada a temporada
| Temporada | Nivel | Nivel | Nivel | Nivel | Nivel | Denominación                           | Puntos                                 | Observaciones                                                     |
|           | I     | I     | II    | P.I   |       |                                        |                                        |                                                                   |
| --------- | ----- | ----- | ----- | ----- | ----- | -------------------------------------- | -------------------------------------- | ----------------------------------------------------------------- |
| 1895/96   | 4     | 4     |       |       |       | Primera                                | 12                                     |                                                                   |
| 1896/97   | 1     | 1     |       |       |       | Primera                                | 18                                     |                                                                   |
| 1897/98   | 2     | 2     |       |       |       | Primera                                | 10                                     |                                                                   |
| 1898/99   | 2     | 2     |       |       |       | Primera                                | 8                                      |                                                                   |
| 1899/00   | 1     | 1     |       |       |       | Primera                                | 14                                     |                                                                   |
| 1900/01   | 1     | 1     |       |       |       | Primera                                | 26                                     |                                                                   |
| 1901/02   | 1     | 1     |       |       |       | Primera A                              | 19                                     | campeón por 4-3 contra R. Léopold FC en partido por el título     |
| 1902/03   | 1     | 1     |       |       |       | Primera B                              | 12                                     | ganó en la ronda final del campeonato                             |
| 1903/04   | 1     | 1     |       |       |       | Primera B                              | 11                                     | segundo en la ronda final del campeonato                          |
| 1904/05   | 2     | 2     |       |       |       | Primera                                | 30                                     |                                                                   |
| 1905/06   | 3     | 3     |       |       |       | Primera                                | 24                                     |                                                                   |
| 1906/07   | 2     | 2     |       |       |       | Primera                                | 25                                     |                                                                   |
| 1907/08   | 1     | 1     |       |       |       | Primera                                | 35                                     |                                                                   |
| 1908/09   | 4     | 4     |       |       |       | Primera                                | 30                                     |                                                                   |
| 1909/10   | 8     | 8     |       |       |       | Primera                                | 19                                     |                                                                   |
| 1910/11   | 5     | 5     |       |       |       | Primera                                | 24                                     |                                                                   |
| 1911/12   | 3     | 3     |       |       |       | Primera                                | 29                                     |                                                                   |
| 1912/13   | 3     | 3     |       |       |       | Primera                                | 31                                     |                                                                   |
| 1913/14   | 5     | 5     |       |       |       | Primera                                | 27                                     |                                                                   |
| 1914/15   |       |       |       |       |       |                                        |                                        | sin competición por I Guerra Mundial                              |
| 1915/16   |       |       |       |       |       |                                        |                                        | sin competición por I Guerra Mundial                              |
| 1916/17   |       |       |       |       |       |                                        |                                        | sin competición por I Guerra Mundial                              |
| 1917/18   |       |       |       |       |       |                                        |                                        | sin competición por I Guerra Mundial                              |
| 1918/19   |       |       |       |       |       |                                        |                                        | sin competición por I Guerra Mundial                              |
| 1919/20   | 12    | 12    |       |       |       | Primera                                | 9                                      |                                                                   |
| 1920/21   | 6     | 6     |       |       |       | Primera                                | 22                                     |                                                                   |
| 1921/22   | 6     | 6     |       |       |       | Primera                                | 22                                     |                                                                   |
| 1922/23   | 6     | 6     |       |       |       | Primera                                | 29                                     |                                                                   |
| 1923/24   | 4     | 4     |       |       |       | Primera                                | 33                                     |                                                                   |
| 1924/25   | 12    | 12    |       |       |       | Primera                                | 20                                     |                                                                   |
| 1925/26   |       |       | 1     |       |       | Segunda A                              | 45                                     |                                                                   |
|           | I     | I     | II    | III   | P.I   | desde 1926/27 hay 3 niveles nacionales | desde 1926/27 hay 3 niveles nacionales | desde 1926/27 hay 3 niveles nacionales                            |
| 1926/27   | 12    | 12    |       |       |       | Primera                                | 21                                     |                                                                   |
| 1927/28   | 11    | 11    |       |       |       | Primera                                | 22                                     | tercero con 3 puntos en la ronda final por la permanencia         |
| 1928/29   | 8     | 8     |       |       |       | Primera                                | 26                                     |                                                                   |
| 1929/30   | 13    | 13    |       |       |       | Primera                                | 18                                     |                                                                   |
| 1930/31   |       |       | 3     |       |       | Segunda                                | 32                                     |                                                                   |
| 1931/32   |       |       | 1     |       |       | Segunda B                              | 41                                     |                                                                   |
| 1932/33   | 10    | 10    |       |       |       | Primera                                | 20                                     |                                                                   |
| 1933/34   | 13    | 13    |       |       |       | Primera                                | 17                                     |                                                                   |
| 1934/35   |       |       | 11    |       |       | Segunda A                              | 23                                     |                                                                   |
| 1935/36   |       |       | 8     |       |       | Segunda B                              | 23                                     |                                                                   |
| 1936/37   |       |       | 14    |       |       | Segunda A                              | 17                                     |                                                                   |
| 1937/38   |       |       |       | 1     |       | Tercera C                              | 41                                     |                                                                   |
| 1938/39   |       |       | 9     |       |       | Segunda A                              | 23                                     |                                                                   |
| 1939/40   |       |       |       |       |       |                                        |                                        | sin competición por II Guerra Mundial                             |
| 1940/41   |       |       |       |       |       |                                        |                                        | sin competición por II Guerra Mundial                             |
| 1941/42   |       |       | 1     |       |       | Segunda B                              | 47                                     |                                                                   |
| 1942/43   | 15    | 15    |       |       |       | Primera                                | 23                                     |                                                                   |
| 1943/44   |       |       | 3     |       |       | Segunda B                              | 38                                     | pese al tercer puesto, ascenso por ampliación de Primera División |
| 1944/45   |       |       |       |       |       |                                        |                                        | sin competición por II Guerra Mundial                             |
| 1945/46   | 4     | 4     |       |       |       | Primera                                | 39                                     |                                                                   |
| 1946/47   | 5     | 5     |       |       |       | Primera                                | 43                                     |                                                                   |
| 1947/48   | 12    | 12    |       |       |       | Primera                                | 26                                     |                                                                   |
| 1948/49   | 10    | 10    |       |       |       | Primera                                | 27                                     |                                                                   |
| 1949/50   | 9     | 9     |       |       |       | Primera                                | 30                                     |                                                                   |
| 1950/51   | 12    | 12    |       |       |       | Primera                                | 26                                     |                                                                   |
| 1951/52   | 15    | 15    |       |       |       | Primera                                | 21                                     |                                                                   |
|           | I     | I     | II    | III   | IV    | desde 1952/53 hay 4 niveles nacionales | desde 1952/53 hay 4 niveles nacionales | desde 1952/53 hay 4 niveles nacionales                            |
| 1952/53   |       |       | 9     |       |       | Segunda                                | 29                                     |                                                                   |
| 1953/54   |       |       | 2     |       |       | Segunda                                | 39                                     |                                                                   |
| 1954/55   | 15    | 15    |       |       |       | Primera                                | 20                                     |                                                                   |
| 1955/56   |       |       | 14    |       |       | Segunda                                | 25                                     |                                                                   |
| 1956/57   |       |       | 16    |       |       | Segunda                                | 21                                     |                                                                   |
| 1957/58   |       |       |       | 6     |       | Tercera A                              | 38                                     |                                                                   |
| 1958/59   |       |       |       | 1     |       | Tercera A                              | 46                                     |                                                                   |
| 1959/60   |       |       | 8     |       |       | Segunda                                | 30                                     |                                                                   |
| 1960/61   |       |       | 14    |       |       | Segunda                                | 21                                     | pierde 2-1 en la ronda final de descenso contra White Star AC     |
| 1961/62   |       |       |       | 8     |       | Tercera B                              | 32                                     |                                                                   |
| 1962/63   |       |       |       | 5     |       | Tercera A                              | 35                                     |                                                                   |